# Statue de Dred et Harriet Scott
La statue de Dred et Harriet Scott (en anglais : Dred and Harriet Scott Statue) est une sculpture publique en bronze représentant Dred Scott et son épouse Harriet située à Saint-Louis, dans le Missouri, aux États-Unis. Œuvre d'Harry Weber, elle est dévoilée le 8 juin 2012 sur la pelouse sud-ouest de l'Old Courthouse. Comme elle, elle est protégée au sein du parc national de Gateway Arch, un parc national américain centré sur la Gateway Arch, cette arche monumentale vers laquelle les deux esclaves représentés regardent, par-delà le Luther Ely Smith Square, en se tenant la main.